# Sentenza della Corte Costituzionale della Repubblica Italiana del 20 novembre 2002, n. 466
La sentenza della Corte Costituzionale della Repubblica Italiana del 20 novembre 2002, n. 466 fu un pronunciamento in tema di garanzia del pluralismo televisivo in Italia. In particolare con essa venne chiamata a esprimersi sulla questione di legittimità di alcuni articoli della legge Maccanico, in merito a presunte questioni di incostituzionalità.

## Il quadro normativo generale
Dalla metà degli anni 1970, quando, a causa della mancanza di norme specifiche, la prima rete privata della holding Fininvest, Telemilano 58, aveva iniziato a trasmettere su tutto il territorio nazionale in simultanea, sebbene non fosse permesso a reti private. Astutamente la restrizione venne aggirata trasmettendo con orari sfasati di pochi minuti, il che creava un precedente storico significativo: per la prima volta (almeno nei fatti) una rete televisiva privata trasmetteva su tutto il territorio nazionale in simultanea (nonostante la legge sancisse un monopolio pubblico).
Negli anni 1980 intervennero alcuni pretori di città capoluogo (Torino, Roma e Pescara) che ingiunsero alla Fininvest di interrompere l'interconnessione tra i suoi ripetitori. La Fininvest reagì oscurando di propria iniziativa i ripetitori in Piemonte, Lazio e Abruzzo, e creando un caso mediatico. Il governo Craxi I con i "decreti Berlusconi" autorizzò in via temporanea le reti nazionali private a trasmettere. Il sistema necessitava sempre più di una normativa, ma il Parlamento non si mosse e la vacatio legis continuò.
Sino agli anni 1990 la normativa della radiotelevisione terrestre prevedeva in via generale un regime transitorio ma di fatto duraturo, grazie alle continue proroghe concesse dalle camere e dalle leggi che ne consolidavano la stabilità. Tale regime transitorio consisteva in un duopolio in cui la maggior parte delle frequenze era divisa tra l'emittente pubblica Rai (in possesso di tre frequenze per concessione pubblica ) e le società del gruppo privato RTI (Reti Televisive Italiane), società del gruppo Mediaset (e fondata nel 1984 dal Silvio Berlusconi, che sarebbe poi diventato Presidente del Consiglio), in possesso anch'essa di tre reti (Canale 5, Rete 4 e Italia 1). Nel 1990 la legge Mammì fu concepita come una sanatoria della situazione che si era creata. Inoltre la legge consentiva ai privati l'interconnessione, lungamente desiderata dalla Fininvest. L'articolo 15, comma quarto, della norma vietava a un privato di controllare più del «25 per cento del numero di reti nazionali previste» e comunque non più di tre reti radiotelevisive (una sorta di istantanea della situazione). Il Parlamento però rinunciò ad assegnare le frequenze tramite una regolare gara; le imprese emittenti erano autorizzate a trasmettere fino all'agosto 1996. Il 7 dicembre 1994 la Corte Costituzionale (sentenza n. 420) bocciò la legge Mammì definendola «incoerente, irragionevole» e inidonea a garantire il pluralismo in materia televisiva. La Consulta sollecitò quindi il legislatore a trovare una soluzione definitiva entro l'agosto 1996. Secondo il pronunciamento, la legge del 1990 non risolveva i problemi di concentrazione che la Corte aveva evidenziato nella sua sentenza del 1988, in quanto le 3 reti possibili, su un massimo di 12, di cui 9 date in concessione ai privati, avrebbero continuato a permettere a un unico soggetto di controllare un terzo delle reti (superando il tetto del 25% fissato dalla legge Mammì), ma anzi li aggravava, impedendo quindi l'accesso a possibili nuovi concorrenti che porterebbero un maggiore pluralismo. Il 22 maggio 1997 il Parlamento approvò la “legge Maccanico"; recependo il dettato della Corte, la legge vietava a uno stesso soggetto di essere titolare di concessioni o autorizzazioni che consentissero di irradiare più del 20 per cento delle reti televisive analogiche in ambito nazionale. La norma istituiva l'Autorità per le Garanzie nelle Comunicazioni e, colmando una lacuna decennale, prevedeva l'approvazione di un «Piano nazionale delle frequenze». Nell'attesa dell'approvazione del Piano, il termine ultimo del regime di prorogatio, fissato dalla legge Mammì all'agosto 1996, era posticipato all'aprile 1998.

## Oggetto della questione
Le disposizioni della norma del 1997 erano contenute negli articoli n. 2 (comma 6), n. 3 (commi 6 e 7), con conseguenti ripercussioni sugli articoli n. 9 e n. 11. Esaminando nello specifico le misure contenute in detti articoli, questi avrebbero:
- Consentito alle reti eccedenti di continuare la loro attività sulla base di un regime transitorio e temporaneo, senza tuttavia definirne con precisione la durata (art. 2, comma 6).
- Consentito alle reti eccedenti di continuare le loro attività in data successiva al 30 aprile 1998 a condizione che le trasmissioni fossero effettuate contemporaneamente su frequenze terrestri e via satellite o via cavo (art. 3, comma 6).
- Sancito che l'Autorità per le garanzie nelle comunicazioni (istituita dalla medesima legge) indicasse il termine ultimo entro il quale le reti eccedenti avrebbero dovuto trasmettere interamente via satellite o via cavo (art. 3, comma 7)[2].
- Limitato a una sola per soggetto il numero massimo di reti criptate (ovvero di PayTv) destinatarie della radiofrequenza, nonostante l'art. 3, comma 11 "vanificherebbe tale divieto consentendo il permanente utilizzo della seconda rete criptata, sia pure in via provvisoria" (riferendosi, di fatto, alle reti TELE+ Bianco e TELE+ Nero).

## Il contenuto
Dopo un esame attento dell'istruttoria fornita, delle precedenti leggi formulate per regolare il sistema radiotelevisivo italiano e delle memorie difensive depositate dalle parti, la Corte ha così deciso di pronunciarsi:
Ed inoltre:
In sintesi, la Corte Costituzionale accolse le questioni sollevate solo in parte, ribadendo che il regime transitorio vigente non poteva protrarsi senza una data ultima di scadenza che fosse improrogabile, e che non fosse fissata oltre il 31 dicembre 2003. Il regime transitorio non venne quindi dichiarato incostituzionale, né la coesistenza degli stessi operatori parallelamente sulle reti dell'etere e sulle reti via cavo e/o satellite.

## La transizione al digitale terrestre
Un ruolo centrale nell'esito della sentenza è stato giocato dai tempi con cui allora era stimato il passaggio alla televisione digitale. Secondo la difesa erariale, e in generale secondo le parti che sostenevano l'inammissibilità della questione, lo scenario digitale avrebbe compiuto la sua definizione entro l'anno 2006 (non specificando tuttavia che la concessione di cui avrebbe dovuto godere Centro Europa 7 s.r.l. scadeva l'anno precedente, ossia il 2005). Pertanto, con il significativo aumento di canali (con cui si invocava una disponibilità potenzialmente illimitata di nuove frequenze) il mercato sarebbe stato allargato alle altre emittenti aspiranti a trasmettere. Di conseguenza ritenevano idoneo il termine fissato del 31 dicembre 2003 per il definitivo abbandono dell'etere terrestre da parte delle reti eccedenti.
Tuttavia, la previsione di completamento del panorama televisivo digitale per il 2006 era considerata irrealmente ottimista dalle parti che invocavano l'accoglimento della questione, le quali avevano autonomamente condotto analisi di mercato che avrebbero smentito tale previsione.
Ritenevano inoltre non credibile il termine fissato al 31 dicembre 2003, per la possibilità di proroga concessa all'Autorità garante delle comunicazioni. Recitava in merito una delle memorie difensive che detto termine era: “a) eccessivamente lontano in relazione alla situazione di illegittimità; b) non "credibile" alla luce della facoltà di proroga; c) "smentito" da altre analisi di mercato”.
Inoltre veniva ribadito il principio secondo il quale una condizione già dichiarata incostituzionale anni prima dalla stessa Corte Costituzionale non avrebbe dovuto e potuto protrarsi così a lungo (complici le numerose proroghe concesse dalle camere e dal governo) e che di conseguenza non poteva perdurare fino all'avvento del digitale.
Per fare luce sulla questione del digitale, la Corte Costituzionale dispose appositamente un'istruttoria: "ai fini di una più completa valutazione di tutti gli aspetti della controversia e delle tesi contrapposte illustrate dalle parti".
Dall'esito dell'istruttoria appariva chiaro che il quadro normativo delineato dalla legge n. 249 del 1997 aveva "lasciato pressoché immutato il precedente assetto", attraverso l'ulteriore proroga del periodo transitorio e il rilascio di titoli abilitativi alle reti eccedenti. Veniva inoltre specificato che la proroga era stata disposta sino al 31 luglio 1999.
Altro punto fondamentale, dall'istruttoria emergeva che la previsione stimata per il completamento della copertura della tv digitale (fine 2006) era inattendibile.

## Il dibattito

### Soggetti favorevoli
Tra le parti costituite che invocavano l'accoglimento della questione troviamo le società Centro Europa 7 s.r.l. e Rete A s.r.l., l'Adusbef (Associazione difesa consumatori ed utenti bancari, finanziari ed assicurativi), le società TV Internazionale S.p.A. e Beta Television s.r.l., che adducevano tra i motivi di incostituzionalità:
- Il superamento dei limiti anticoncentrativi per un periodo di tempo indeterminato, in aperta violazione della sentenza n. 420 del 1994 della stessa Corte Costituzionale e dell'articolo 136 della Costituzione>.
- L'occupazione illegittima da parte delle tre reti R.T.I. (Reti Televisive Italiane) di un cospicuo numero di radiofrequenze terrestri, con conseguente disparità di trattamento verso gli altri operatori aspiranti a trasmettere sulle stesse.
- L'assegnazione di una frequenza radiotelevisiva terrestre a un'emittente di programmi in forma codificata (ossia a una rete criptata), sia in via provvisoria, sia definitiva, motivando: “La ragione sarebbe insita nella stessa natura limitata delle frequenze radioelettriche, che non potrebbero, in quanto tali, essere assegnate ad emittenti criptate”.
- Protrazione, con aggravio, del precedente assetto normativo giudicato incostituzionale a causa della concentrazione in capo a un unico operatore privato di tre reti sulle undici disponibili (rispetto alle 12 disponibili precedentemente).
- Centro Europa 7 s.r.l. evidenzia inoltre che la normativa 'non le ha permesso di utilizzare concretamente le frequenze che le sono state assegnate nella fase di pianificazione del "Piano Nazionale delle frequenze"[2].

### Soggetti contrari
Tra le parti invece che richiedevano il rigetto dell'istanza: l'Avvocatura di Stato in difesa dell'allora Presidente del Consiglio Silvio Berlusconi, RTI (Reti Televisive Italiane), società del gruppo Mediaset (e fondata nel 1984 dallo stesso Silvio Berlusconi), Rai (concessionaria pubblica di tre sulle 11 reti disponibili), Prima TV S.p.A. ed Europa TV S.p.a. Tra le ragioni di inammissibilità della questione elencavano le seguenti:
- L'eventuale cessazione del regime transitorio non avrebbe comportato l'incremento della disponibilità di frequenze da attribuire ad altri aspiranti.
- L'accoglimento della questione avrebbe ostacolato la svolta al digitale. Questo anche perché le reti televisive private avrebbero dovuto agire da traino verso la trasformazione.
- La legge in questione avrebbe introdotto una nuova e più restrittiva disciplina antitrust, con fissazione al 20% del limite anticoncentrativo (rispetto al 25% precedente).
- La legittimità del regime transitorio, per due motivi: 1) garantirebbe il principio del pluralismo informativo, impedendo l'estinzione di una emittente nazionale, cui non potrebbe seguire il subingresso di un nuovo operatore privato; 2) ruolo di traino verso la maggiore diversificazione dei mezzi di trasmissione[2].